# Дневники мертвецов
«Дневники мертвецов» (англ. Diary of the Dead) — американо-канадский фильм о зомби режиссёра Джорджа Ромеро, пятый в его серии о живых мертвецах. Действие фильма разворачивается во время начала вспышки зомби-эпидемии.

## Сюжет
Съёмочная группа телеканала прибывает на место преступления, где иммигрант убил свою жену и 16-летнего сына, а потом покончил жизнь самоубийством. Оператор замечает, что с трупами творится что-то странное. Убитая женщина встаёт с каталки и нападает на медицинского работника, а на врача кидается 16-летний сын. Ведущую убивает женщина-зомби, и оператор перестаёт снимать репортаж.
Группа студентов снимают фильм ужасов в лесу, который является дипломной работой одного из них. По радио они узнают о массовом сумасшествии и каннибализме. Они пугаются, садятся в фургон и едут домой. Внезапно они видят на дороге жуткую аварию — остановившись перед ней, они замечают бредущего к ним человека. Одна из девушек опознает в идущем местного шерифа. Он оказывается зомби, и его сбивают, а позже одна из студенток застрелилась, так как считала себя его убийцей. Ребята везут её в больницу, но там присутствуют только зомби. Их уничтожают, но один мертвец успевает укусить студента Гордона, после чего тот утром умирает. Его девушка стоит возле его трупа и плачет, он оживает, и пытается схватить её, но девушка его убивает. Ребята снова отправляются в путь, но у них ломается машина. Они подвозят машину к заброшенному хлеву, где встречают немого фермера. Хлев окружают орды мертвецов, студентам удаётся уехать оттуда, хотя фермер погибает.
Молодые люди натыкаются на группу негров-эмигрантов, которые устроили себе бункер в гараже с запасами оружия, еды и воды. В бункер проникает зомби, и его убивают с помощью удара о голову бутылкой с кислотой. На складе студент Джейсон выставляет его съёмку на сервисе MySpace.com, считая, что люди научатся выживать, посмотрев съёмки.
Далее ребята едут домой к одной из студенток, но там никого нет. В гараже находят машину с разбитым стеклом, на котором пятна крови. В кухне на гостей бросается младший брат студентки, профессор, который был на съёмке вместе со студентами, выстрелом из лука, пригвоздил мальчика к стене. Далее девушка обнаруживает, что за диваном её мать поедает останки отца. Профессор тоже убивает мать.
Последним пристанищем ребят становится дом студента, который играл мумию в их фильме. Ребята узнают, что вся его семья стала зомби и он сбросил их в бассейн. Несколько человек замечают укусы на руке актёра и тот, в целях самосохранения, закрывает их в комнате с бассейном. Позже этот парень превращается в зомби и убивает двух студентов.
Толпа зомби окружает дом. Ребята вместе с профессором закрываются в потайной комнате-бункере. Фильм заканчивается видеоматериалом о том, как люди ради забавы стреляли по привязанным к дереву мертвецам.

## В ролях
| Актёр            | Роль            |
| ---------------- | --------------- |
| Джошуа Клоуз     | Джейсон Крид    |
| Мишель Морган    | Дебра           |
| Шон Робертс      | Тони Равелло    |
| Алан Ван Спранг  | полковник       |
| Эми Сипак Лалонд | Трейси Турман   |
| Меган Парк       | Франсин Шейн    |
| Татьяна Маслани  | Мэри Декстер    |
| Крис Вайолетт    | Гордо Торсен    |
| Джо Диникол      | Элиот Стоун     |
| Тино Монти       | диктор новостей |
| Стивен Кинг      | диктор новостей |